# Ludwig Gundlach

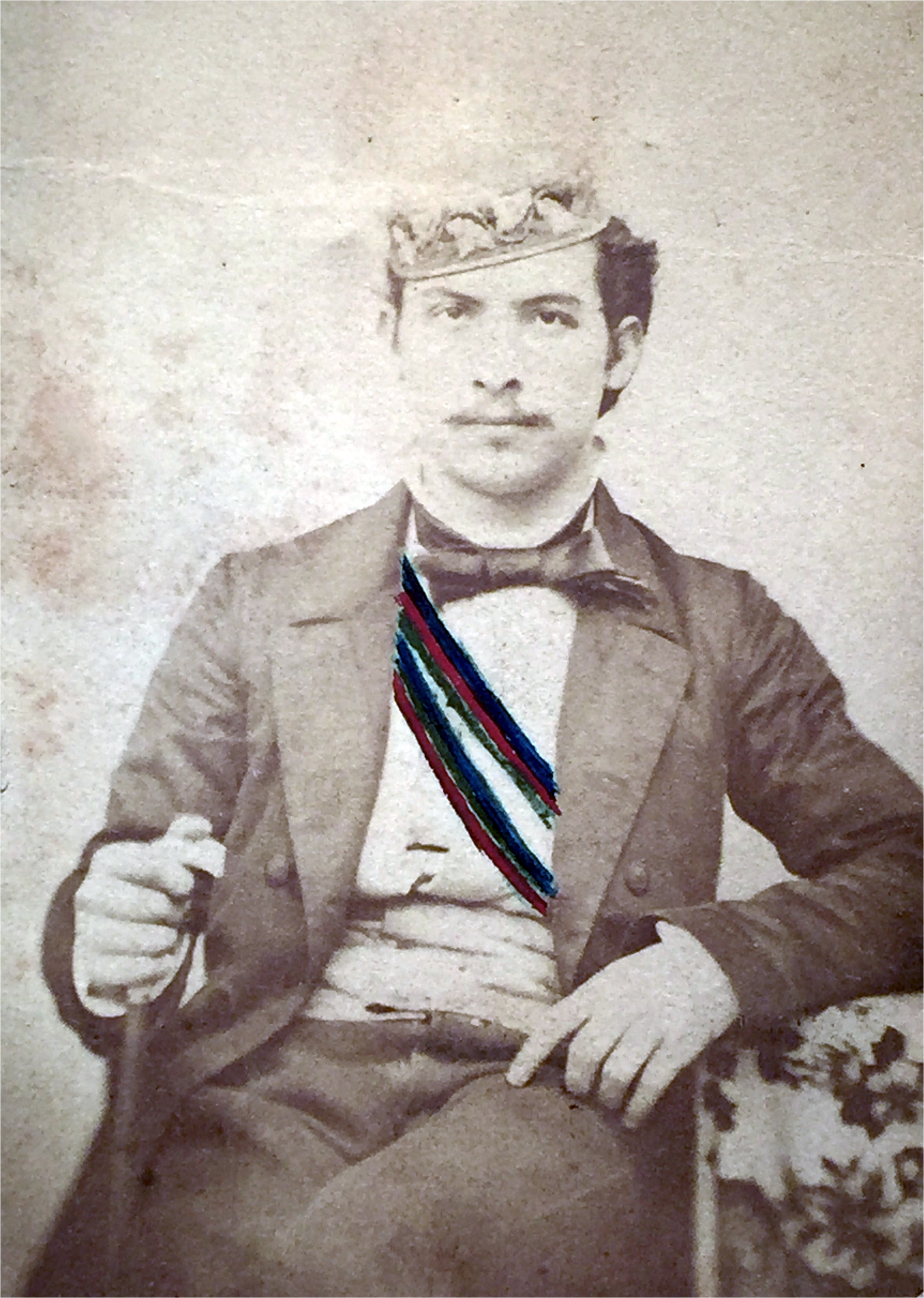
Ludwig Gundlach

Ludwig Gundlach (* 31. Oktober 1837 in Breitenbach am Herzberg; † 31. Mai 1921 in Berlin) war ein deutscher Verwaltungsjurist.

## Leben
Als Sohn des Amtsschultheißen in Breitenbach studierte Gundlach zunächst an der Philipps-Universität Marburg  Rechtswissenschaft. Er wurde am 24. Juli 1858 im Corps Teutonia Marburg recipiert und bewährte sich als Senior. Er wechselte 1859 an die Universität Leipzig
und schloss sich auch dem Corps Lusatia Leipzig an. Nach den Examen bestand er 1866 die Prüfung als Regierungsassessor. Nach der Deutschen Reichsgründung trat er 1872 in den Verwaltungsdienst des Reichslandes Elsaß-Lothringen. 1880 wurde er
Kreisdirektor des Kreises Molsheim. Anschließend war er von 1888 bis 1899 Kreisdirektor des Landkreises Metz. Als Pensionär lebte er in Berlin. Er war Onkel des Hygienikers Paul Römer.

## Auszeichnungen
- Ernennung zum Geheimen Regierungsrat[2]